# Bouches-de-l'Elbe
Departamentul Bouches-de-l'Elbe (franceză Département des Bouches-de-l'Elbe, germană Departement der Elbmündung(en)) a fost un departament al Franței din perioada primului Imperiu. 
Departamentul a fost format în urma anexării unor teritorii ale statelor din Confederația Rinului în 1811. Motivul principal al anexării era de a controla strict aplicarea Blocadei Continentale, politică față de care cele mai importante regiuni portuare de la Marea Nordului erau reticente. Teritoriul departamentului conținea fostele orașe libere Hanseatice Hamburg și Lübeck și mare parte din fostul Electorat de Hanovra, din 1807 aflat sub administrația Regatului Westfaliei. 
Departamentul este numit după râul Elba, Bouches de l'Elbe însemnând Gurile Elbei indicând astfel faptul că departamentul se găsește la vărsarea Elbei în Marea Nordului. Reședința departamentului a fost orașul Hamburg, ortigrafiat în franceză ca Hambourg. Departamentul era administrat indirect în cadrul imperiului, împreună cu celelalte două departamente hanseatice fiind sub autoritatea Curții Imperiale (Cour Impériale) de la Hamburg.
Departamentul este divizat în 4 arondismente și 34 cantoane astfel:
- arondismentul Hamburg, cantoanele: Bergedorf, Hamburg (6 cantoane), Hamm și Wilhelmsburg.
- arondismentul Lübeck, cantoanele: Lauenburg, Lübeck, Mölln, Neuhaus, Ratzeburg, Schwarzenbek și Steinhorst (Lauenburg).
- arondismentul Lüneburg, cantoanele: Bardowick, Buxtehude, Garlstorf, Harburg, Hittfeld, Lüneburg, Tostedt și Winsen.
- arondismentul Stade, cantoanele: Bremervörde, Freiburg, Himmelpforten, Horneburg, Jork, Neuhaus (Oste), Otterndorf, Ritzebüttel, Stade și Zeven.

În urma înfrângerii lui Napoleon în 1814 teritoriul revine Regatului Hanovra iar Hamburg și Lübeck redevin orașe libere. Actualmente teritoriul face parte din landurile Saxonia Inferioară, Schleswig-Holstein și Hamburg .